# هارفي س. كوتش
هارفي س. كوتش (بالإنجليزية: Harvey C. Couch)‏ هو شخصية أعمال أمريكي، ولد في 21 أغسطس 1877، وتوفي في 30 يوليو 1941 في Couchwood ‏ في الولايات المتحدة.